# Чжили
Чжили — название китайской провинции Хэбэй с 1912 по 1928 годы.
После основания в XIV веке империи Мин земли в районе Нанкина были подчинены напрямую императорскому Двору стали называться «Чжили» («Непосредственно управляемыми»). После того, как в 1421 году столица страны была перенесена в Пекин, земли в районе Пекина также были подчинены напрямую Двору. Для различия двух регионов старые Чжили стали называть «Нань Чжили» («Южные непосредственно управляемые земли»), а новые — «Бэй Чжили» («Северные непосредственно управляемые земли»). После того, как в XVII веке китайские земли были завоёваны маньчжурами и вошли в состав империи Цин, «Южные непосредственно управляемые земли» были преобразованы в обычную провинцию (получившую название Цзяннань), а у северных было убрано уточнение «Северные». После Синьхайской революции 1911 года эти земли были преобразованы в обычную провинцию, сохранившую название «Чжили».
В 1928 после победы сил Гоминьдана столица была перенесена в Нанкин, а провинция Чжили переименована в Хэбэй.